# Батагов Арсеній Павлович
Арсеній Павлович Батагов (нар. 5 березня 2002, Березівка, Харківський район, Харківська область, Україна) — український футболіст, опорний півзахисник турецького «Трабзонспору». Бронзовий призер молодіжного чемпіонату Європи 2023 у складі збірної України U-21.

## Клубна кар'єра
Вихованець харківського «Металіста» та люботинської ДЮСШ. У 2017 році потрапив до молодіжної академії «Дніпра» з однойменного міста. Наступного року, після відходу великої кількості провідних гравців «дніпрян», переведений до першої команди. Дебютував за «Дніпро» 22 квітня 2018 року в програному (0:3) виїзному поєдинку 26-го туру групи «Б» Другої ліги проти харківського «Металіста 1925». Арсеній вийшов у стартовому складі, а на 77-й хвилині його замінив Іван Будняк. Всього у футболці дніпровського колективу в Другій лізі зіграв 4 матчі.
Напередодні старту сезону 2018/19 років перейшов до «Дніпра-1», наприкінці лютого 2019 року потрапив до заявки на сезон першої команди. Дебютував у «чорно-жовтій» футболці 7 квітня 2019 року в переможному (2:0) домашньому поєдинку 1/4 фіналу кубку України проти полтавської «Ворскли». Батагов вийшов на поле в стартовому складі, а на 75-й хвилині його замінив Ігор Загальський. У Першій лізі України дебютував 12 квітня 2018 року в переможному (7:0) домашньому поєдинку проти ПФК «Суми». Арсеній вийшов на поле в стартовому складі та відіграв увесь матч. Наприкінці травня 2019 року підписав з клубом новий 3-річний контракт. У Першій лізі зіграв 7 матчів та відзначився 2-ма результативним передачами, ще 2 поєдинки провів у кубку України. Допоміг команді вибороти путівку до Прем'єр-ліги та дійти до 1/2 фіналу національного кубку, де «Дніпро-1» поступився донецькому «Шахтарю» (0:2).
Наприкінці 2021 року став гравцем житомирського «Полісся» на умовах оренди з «Дніпра-1» до кінця сезону 2021/22.

## Кар'єра в збірній
16 березня 2019 року потрапив до списку з 22-х гравців, якиї викликав головний тренер юнацької збірної України U-17 Володимир Єзерський для підготовки до елітного раунду Євро-2019. Увійшов до числав 20-и гравців, які поїхали на фінальну частину чемпіонату Європи 2019 року. На вище вказаному турнірі дебютував 25 березня 2019 року в переможному (2:0) поєдинку проти однолітків з Косова. Батагов вийшов на поле в стартовому складі та відіграв увесь матч, в на 19-й хвилині відзначився голом у воротах суперників. На чемпіонаті Європи зіграв 3 матчі, відзначився 1 голом.

## Особисте життя
Брат, Павло Батагов — український футболіст, виступав за харківські аматорські клуби «ХНПУ-Моноліт-2-Лаум», «Локомотив», «Локомотив-2» та «Моноліт».

## Досягнення
СК «Дніпро-1»
- Перша ліга чемпіонату України:
  -  Чемпіон: 2018/19

- Кубок України:
  - Півфіналіст: 2018/19

Молодіжна збірна України
- Молодіжний чемпіонат Європи:
  -  Бронзовий призер: 2023